# Propan
Propan (propane) là một hyđrocacbon nhóm alkan có công thức C3H8. Propan được sản xuất trong quá trình xử lý dầu mỏ hay khí tự nhiên. Propan được sử dụng như một nguồn năng lượng chính cho động cơ cũng như trong gia đình.
Propan thường được trộn với một lượng nhỏ của propylen, butan và butylen để sản xuất một loại nhiên liệu - khí dầu mỏ hoá lỏng (liquified petroleum gas, hay LPG, hoặc khí LP).

## Tính chất
Được tách từ khí thiên nhiên, khí đồng hành hoặc từ các sản phẩm khí được hình thành trong cracking sản phẩm dầu mỏ. Dùng trong tổng hợp hữu cơ để điều chế Propan, nitromethan. Hỗn hợp P và butan được dùng làm khí đốt dùng trong đời sống (khí dầu mỏ hoá lỏng LPG).